# Roquenval
Roquenval: cronaca di un castello (in russo Роканваль - Хроника одного замка?, Rokanval' - Hronika odnogo zamka) è un racconto della scrittrice russa Nina Nikolaevna Berberova pubblicato per la prima volta in lingua russa nel 1936.

## Trama
La vicenda si svolge in Francia negli anni venti. Boris, un adolescente nato in Russia ed emigrato da bambino in Francia con i genitori dopo la rivoluzione d'ottobre, fa amicizia con Jean-Paul, suo compagno di scuola in prima liceo. Boris ha ricordi molto vaghi della Russia, ottenuti peraltro dalla lettura dei grandi scrittori russi (Tolstoj, Turgenev, Čechov), ecc; Boris ha inoltre difficoltà a fissare gli eventi del passato nel tempo: nei libri dei grandi scrittori, per esempio, con "secolo passato" si intendeva il secolo XVIII, anziché il XIX. In particolare, Boris crede di aver già visto in passato un antico viale di tigli descritto in un testo classico russo; sua madre gli dice che era così la casa del nonno, quella nella quale Boris trascorreva l'estate in Russia; da allora alla parola "Russia" Boris associa immancabilmente l'incantevole viale ricco di tigli. Boris rimane pertanto emozionato quando vede nella realtà il viale della sua infanzia a Roquenval, la meravigliosa dimora di proprietà della famiglia aristocratica francese a cui apparteneva il suo amico Jean-Paul.
Boris ha l'opportunità di trascorrere un'estate a Roquenval, invitato da Jean-Paul, assieme a Kira e Madeleine, le due sorelle dell'amico, e a Juna, una ragazza inglese che tutti consideravano la promessa sposa di Jean-Paul. Boris si innamora di  Kira, ma resta affascinato intellettualmente da Praskov'ja Dmitrievna, un'ottantenne che da giovane aveva lasciato la Russia per sposare il conte francese nonno di Jean-Paul. Kira rivela a Boris che la famiglia è in difficoltà economiche per cui alla morte della nonna Roquenval sarà venduta e verosimilmente distrutta per permettere la costruzione di villette moderne. Più tardi Madeleine, gelosa della sorella, farà allontanare Kira da Roquenval. Boris conoscerà Robert, il figlio cadetto di Praskov'ja Dmitrievna, il quale aveva avuto una vita tormentata nel corso della quale era stato in Russia, ed era tornato a Roquenval per salutare la madre prima di partire missionario per terre lontane. Abbandona improvvisamente la famiglia anche Jean-Paul; Praskov'ja Dmitrievna viene ricoverata in ospedale per una grave broncopolmonite; Boris, dopo aver conosciuto anche la sorella maggiore di Jean-Paul, lascia Roquenval conscio della prossima fine della dimora e della necessità di dover pensare senza i condizionamenti del passato alla propria vita futura.

## Critica
Nella maggior parte delle vicende narrate nei racconti della Berberova, i protagonisti hanno abbandonato l'amata Russia per la Francia, e gli emigrati russi vanno alla ricerca di una via di scampo da una realtà a loro estranea e spesso ostile. In Roquenval, Nina Berberova descrive i tentativi di costruire un senso di memoria e di identità da parte di un giovane emigrato, attraverso i tropi della letteratura russa sullo sfondo di una residenza francese in decadenza.

## Edizioni
- Роканваль - Хроника одного замка, Paris, 1936.
- Роканваль: Хроника одного замка, Paris: Actes Sud, 1991, ISBN 2868696120, ISBN 9782868696120.
- Roquenval: roman; traduzione in lingua francese di Luba Jurgenson, Paris: J'ai lu, 1993, ISBN 2277236799, ISBN 9782277236795.
- Roquenval: cronaca di un castello; traduzione di Gabriele Mazzitelli, Parma: U. Guanda, 1992, 77 p., ISBN 88-7746-549-2; edizione speciale per Il Sole 24ORE, 2012.